# الوكالة اليابانية للبحث والتطوير الطبي

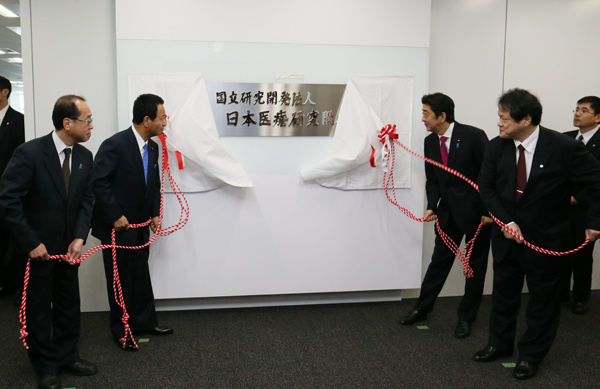
الوكالة اليابانية للبحث والتطوير الطبي

الوكالة اليابانية للبحث والتطوير الطبي ( AMED )؛ (باليابانية: 日本医療研究開発機構
) ، التي تم إنشاؤها في أبريل 2015، هي منظمة يابانية مستقلة للبحث والتطوير الطبي،  يشرف عليها مكتب سياسة الرعاية الصحية التابع لأمانة مجلس الوزراء، ووزارة التعليم والثقافة والرياضة والعلوم والتكنولوجيا (MEXT)، ووزارة الصحة والعمل والرعاية الاجتماعية (MHLW) ووزارة الاقتصاد والتجارة والصناعة (METI).
يقع المقر الرئيسي للوكالة اليابانية للبحث والتطوير الطبي في منطقة مدينة تشيودا بطوكيو   ولها مكاتب دولية في لندن وسنغافورة وواشنطن العاصمة